# Brachylomia saliceti
Brachylomia saliceti är en fjärilsart som beskrevs av Moritz Balthasar Borkhausen 1792. Brachylomia saliceti ingår i släktet Brachylomia och familjen nattflyn. Inga underarter finns listade i Catalogue of Life.